# Alanilfosfatidilglicerolo sintasi
La alanilfosfatidilglicerolo sintasi è un enzima appartenente alla classe delle transferasi, che catalizza la seguente reazione:
L-alanil-tRNA + fosfatidilglicerolo ⇄ tRNA + 3-O-L-alanil-1-O-fosfatidilglicerolo